# Magyar Televízió
Magyar Televízió (MTV, pol. „Telewizja Węgierska”) – pierwszy publiczny nadawca telewizyjny na Węgrzech z siedzibą w Budapeszcie założony w 1957 roku. Magyar Televízió był nadawcą kanałów M1 (M1 HD), M2 (M2 HD) i M3.
Telewizja Magyar Televízió była zarządzana od 2011 przez Médiaszolgáltatás-támogató és Vagyonkezelő Alap (MTVA), były członek Europejskiej Unii Nadawców. MTV Zrt. zakończyło swoją działalność 30 czerwca 2015 r.
1 lipca 2015 r. nadawanie telewizji przejął nowy nadawca Duna Médiaszolgáltató Zártkörűen Működő Nonprofit Részvénytársaság – połączeni nadawca radia, dwóch nadawców telewizji i agencja informacyjna. Nowy podmiot został członkiem EBU.

## Historia

### Pierwsze lata (1954–1969)
Pierwsze próby nadawania odbyły się w Hotelu Gellért w 1936. Testowe nadawanie rozpoczęło się w 1954, puszczano wówczas nieruchome plansze lub krótkie filmiki, wyłącznie w celach eksperymentalnych. Regularne testowe nadawanie rozpoczęło się 23 lutego 1957. Oficjalne nadawanie rozpoczęło się 1 maja 1957, kiedy po raz pierwszy transmitowano obchody Święta Pracy. Pierwsza emisja dziennika telewizyjnego odbyła się 2 lipca 1957. 18 sierpnia 1957 przemianowano Radio Węgierskie na „Węgierskie Radio i Telewizję” (Magyar Rádió és Televízió Vállalat).
W 1959 Telewizja Węgierska miała 50 000 odbiorców. W 1960 zostało utworzone archiwum, w którym do dziś są przechowywane programy telewizji. Po mniej niż dziesięciu latach od założenia, w 1964 MTV miała już 2,7 miliona widzów. Wedle statystyk na jeden odbiornik telewizyjny przypadało 3-5 widzów. W 1965 46% mieszkańców obszarów wiejskich deklarowało telewizję jako podstawowe źródło informacji, dla porównania prasę zadeklarowało 25%, a radio 10%.
W tym czasie popularna była emisja przedstawień teatralnych. W 1966 23 sztuki były transmitowane z Budapesztu, 20 z innych miejscowości. W tym roku wyemitowano też 25 filmów i pięć musicali.
W 1969 na Węgrzech było milion odbiorników telewizyjnych, co oznaczało około 4 miliony odbiorców. W tym też roku wyemitowano pierwszy program w kolorze, wtedy też Orion wyprodukował pierwszy kolorowy telewizor, jednak do 1971 kontynuowano transmisję czarno-białą.

### Lata siedemdziesiąte XX w.
W 1971 rozpoczęto regularną emisję w kolorze, a także próbne nadawanie drugiego programu. Ta dekada była prawdopodobnie najbardziej obfitująca w historii firmy, wyprodukowano wówczas tysiące godzin różnego rodzaju programów.

### Lata osiemdziesiąte XX w.
W latach osiemdziesiątych XX wieku emitowano rocznie 4 300 godzin programu telewizyjnego, zaś tygodniowo 83 godziny. Od 1981 na Węgrzech dostępna jest telegazeta – Képújság. Producenci telewizyjni zaczęli wówczas dodawać dekodery telegazety do swoich odbiorników. W tej dekadzie rozpoczęto emisję bloków telewizyjnych Ablak (Okno) i Panoráma. W 1984 w Peczu rozpoczęto emisję programu regionalnego, natomiast w Székesfehérvárze rozpoczęto działalność telewizji kablowej. W 1985 oddzielono radio od telewizji tworząc Magyar Televízió.
Pierwszą telenowelą emitowaną na Węgrzech była Niewolnica Isaura (Rabszolgasors). Pierwszą węgierską operą mydlaną był zaś serial Sąsiedzi (Szomszédok), nadawany przez 12 lat w każdy drugi czwartek miesiąca od 7 maja 1987.
Od późnych lat osiemdziesiątych produkowano eksperymentalne audycje cyfrowe. Od 1988 osoby, które ukończyły 70. rok życia zostały zwolnione z opłacania abonamentu. Rozpoczęto też emisję programy dla mniejszości narodowych, nagrywane głównie w ośrodkach lokalnych, głównie w Peczu i Segedynie. Wtedy też częściową niezależność od MTV1 uzyskało MTV2.
Od 1989 rozpoczęto emisję 5 dni w tygodniu, później już emitowano program przez 7 dni w tygodniu. Czasem stosowano wyjątki od praktyki 5 dni, na przykład wówczas gdy pierwszy węgierski kosmonauta Bertalan Farkas udał się w kosmos. W tym samym roku rozpoczęto emisję Nap-kelte, codziennego programu telewizyjnego, pierwszej audycji w węgierskiej telewizji produkowanej przez niezależnego producenta – Nap TV.

### Lata dziewięćdziesiąte XX w.
Wraz z przemianami ustrojowymi, w MTV dokonano zmian strukturalnych, częściowo zmieniono również ramówkę każdego kanału. Były to trudne lata dla firmy – szefowie stacji często się zmieniali, również program każdego kanału często ulegał zmianom.
W 1992 działalność rozpoczęła nowa, niezależna od MTV telewizja publiczna o nazwie Duna TV. 1 stycznia 1993 Magyar Televízió stało się pełnoprawnym członkiem Europejskiej Unii Nadawców.
W 1997 prywatny kanał TV2 i RTL Klub rozpoczęły nadawanie na dotychczasowych częstotliwościach MTV2, pomimo sprzeciwu MTV. Władze zdecydowały o opróżnieniu częstotliwości i nadaniu nowej dla RTL Klub i TV2. MTV2 jednak pozostała dostępna tylko poprzez satelitę i telewizję kablową, co było wówczas rzadkie. Odbiór stacji stał się wówczas znacznie utrudniony, co przysporzyło stacji duże utrudnienia. Obecnie spółka podnosi się z dawnego kryzysu.
W latach dziewięćdziesiątych MTV utraciło swoją niezależność i znalazła się pod wpływami ekip politycznych sprawujących w danym okresie władzę.

### Okres 2000–2010
W 2000 M2 rozpoczęła nadawanie 24-godzinne, nadając powtórki programów nadawanych przez M1 i audycje z własnego archiwum oraz z Magyar Nemzeti Digitális Archívum és Filmintézet (Węgierskie Narodowe Archiwum Cyfrowe i Instytut Sztuki Filmowej).
W 2002 zniesiono abonament, który obowiązywał każde gospodarstwo domowe posiadające odbiornik telewizyjny. Od tego czasu telewizja jest finansowana przez rząd oraz czerpie zyski z reklam.
W 2006 budynki stacji były przez krótki czas okupowane przez demonstrantów biorących udział w protestach antyrządowych.

### 2011–2015
W 2011 większość aktywów i pracowników MTV została przeniesiona do nowo powstałego Médiaszolgáltatás-támogató és Vagyonkezelő Alap – MTVA (Fundusz Usług i Wsparcia Medialnego), rządowej spółki kontrolowanej przez Radę Mediów Węgier. Częścią tej spółki stały się też Magyar Rádió i Duna Televízió, które w ten sposób po raz pierwszy połączyły wszystkich publicznych nadawców na Węgrzech. W skład spółki weszła też agencja informacyjna Magyar Távirati Iroda, która zaczęła dostarczać informacji wszystkim trzem nadawcom wewnątrz MTVA.
W 2012 działalność rozpoczęła M3D – pierwsza węgierska telewizja nadająca w technologii 3D.
Pierwszym sygnałem rozszerzania oferty telewizji publicznej było uruchomienie 22 grudnia 2012 r. kanału dla dzieci M2, który nadawał codziennie od 6 rano do 8 wieczorem. Następnie, 20 grudnia 2013 r., uruchomili kanał M3, który jest dostępny wyłącznie za opłatą abonamentową i nadaje treści archiwalne (wcześniej planowano, że będzie nazywał się Anno). 15 marca 2015 r. kanał M1 przekształcił się w całodobowy kanał informacyjny, a większość jego wcześniejszych programów została przeniesiona na kanał Duna. Tego samego dnia w nocnym paśmie programowym M2 uruchomiono stację M2 Petőfi TV, skierowaną przede wszystkim do ludzi młodych.

### od 1 lipca 2015
W 2015 r. nastąpiło połączenie wszystkich podmiotów MTVA w jedne przedsiębiorstwo Duna Médiaszolgáltató, które jest sukcesorem wszystkich węgierskich nadawców publicznych i agencji informacyjnej MTI, od 1 lipca 2015 nadaje dotychczasowe programy Magyar Televízió, Duna Televízió, Magyar Rádió i prowadzi Magyar Távirati Iroda. Tego samego dnia nowy podmiot zostało członkiem EBU.

## Krytyka ideologiczna przekształcenia organizacyjnego
Stworzenie MTVA, jak i ponowne przekształcenie nadawcy MTVA w Duna Médiaszolgáltató zostało skrytykowane przez ideologicznie przeciwne Fidesz organizacje pozarządowe jako motywowane politycznie i zmierzające do utracenia niezależności przez publiczne media. Rząd uzasadnił swoją decyzję koniecznością ograniczenia kosztów systemu medialnego.